# Opération Igloo White
Pour les articles homonymes, voir Igloo (homonymie).
Guerre du Viêt Nam
Batailles
L’opération Igloo White est une opération secrète de guerre électronique conduite par l’USAF de fin janvier 1968 à février 1973, pendant la guerre du Viêt Nam.
Cette opération sophistiquée utilisait des capteurs électroniques, des ordinateurs et des relais de communication aéroportés dans l'idée d'automatiser la collecte de renseignements. Le système pouvait alors être utilisé pour guider les bombardiers sur leurs cibles. L'objectif de ces attaques visait le réseau logistique de l'armée nord-vietnamienne qui serpentait à travers le Sud-Est du Laos et qui était connu sous le nom de piste Hô Chi Minh (route Truong Son pour les Nord-Vietnamiens).
Conçue en remplacement de l'opération Rolling Thunder qui avait échoué, l'opération Igloo White démarra pendant la bataille de Khe Sanh et passa son premier test opérationnel avec succès. En combinaison avec l'opération Commando Hunt en 1969, l'opération fut la clé de voûte de la plus vaste opération de répression aérienne de la guerre du Viêt Nam. Durant quatre ans, les deux opérations furent menées de concert pour stopper l'infiltration de soldats et de matériels nord-vietnamiens vers les champs de bataille du Sud.
L'opération Igloo White coûta entre 1 et 1,7 milliard de dollars pour sa conception et sa réalisation — auxquels il faut ajouter un milliard de dollars par an durant les cinq années de son existence — et mit en œuvre certaines des technologies les plus avancées de l'époque sur le théâtre de l'Asie du Sud-Est. Son efficacité est cependant encore l'objet de discussions, en raison de la surestimation de l'efficacité des campagnes de bombardement qu'elle dirigea, de la défaillance de l'évaluation des dommages des bombardements au Laos et du manque de sources historiques en République socialiste du Viet Nam.

## Développement
Dès juin 1961, le général Maxwell D. Taylor, le représentant spécial du président John F. Kennedy pour les affaires militaires, s'intéressa à la proposition d'ériger une barrière physique pour stopper les infiltrations en augmentation de matériel (et plus tard d’hommes) de l’armée nord-vietnamienne, par le corridor laotien et par les régions frontalières de la République du Viêt Nam (Sud-Viêt Nam). Il s’entretint donc avec le directeur des opérations spéciales au Pentagone, Edward Lansdale, qui le convainquit que la meilleure solution au problème d’infiltration serait la création d’unités mobiles pour attaquer les infiltrés.
Après les débuts de la stratégie de bombardement aérien du Nord-Viêt Nam (opération Rolling Thunder) en mars 1965, Washington concevait alors ce programme comme la meilleure méthode pour envoyer un signal clair à Hanoï afin qu'il cesse son soutien aux insurgés du Sud. Lorsque cette stratégie s'avéra défaillante, l’effort aérien fut redirigé pour servir la stratégie anti-infiltration. Après un million de sorties aériennes et plus de 750 000 tonnes de bombes larguées, Rolling Thunder prit fin sur ordre du président Johnson, le 11 novembre 1968.
Dès 1966, le secrétaire à la Défense Robert S. McNamara était déçu par l’opération Rolling Thunder, car elle manquait manifestement ses deux buts initiaux. Rolling Thunder était également une opération coûteuse et pas seulement financièrement. L'accroissement de la densité de l’artillerie antiaérienne, des missiles et des appareils de défense aérienne nord-vietnamienne, rendait la campagne coûteuse en avions et en équipages abattus au Nord Vietnam.
En janvier 1966, un académicien américain, Roger Fisher, présenta un document de travail à McNamara, qui proposait une barrière physique et électronique moins coûteuse, qui serait localisée au Sud Viêt Nam. La barrière avec une longueur de 348 km et une largeur de 500 m se serait étendue du sud de la mer de Chine méridionale au sud de la zone démilitarisée, traversant la frontière laotienne et serpentant le long de celle de la Thaïlande. La barrière physique aurait été munie de capteurs électroniques et de larges champs de mines. Fisher estimait que cela nécessiterait approximativement cinq divisions américaines pour ériger et défendre ce système.
Le Comité des chefs d’États-majors et le CINCPAC dénigrèrent le projet, estimant qu'il consommerait les efforts de trop nombreuses troupes et créerait un cauchemar logistique. De son côté, McNamara, ignorant les chefs militaires, se rapprocha de l'Institute for Defense Analyses et demanda qu'il finance une étude sur le concept. Le projet passa ensuite entre les mains du JASON Defense advisory Group (aussi connu sous le nom de Jason Group ou Jason Committee), un groupe de 47 scientifiques qui étudiaient et développaient la technologie nécessaire pour rendre l'idée de barrière physique/électronique réalisable. Le groupe concentrait ses efforts sur trois points-clés : les communications, le traitement des données et l'affichage, ainsi que le développement des capteurs. Le 15 septembre 1966, McNamara nomma le général Alfred D. Starbird de l'Army, à la tête du Defense Communications Planning Group (DCPG) nouvellement créé, qui devait superviser la mise en œuvre du programme. Le concept de barrière prit le nom de Practice Nine. La mission première du DCPG, à partir de septembre 1966, était simplement de réaliser le système anti-infiltration mis au point par la Jason Division. Le plan original prévoyait le déploiement d'une barrière physique en complément d'une barrière aérienne basée sur plusieurs capteurs électroniques.
En juin 1967 le projet de barrière, alors connu sous le nom de Strong Point Obstacle System (ou SPOS) était renommé Illinois City, avant de changer de nom à peine un mois plus tard pour s'appeler Dyemarker. Le 6 juin, les cérémonies de lancement du projet étaient célébrées depuis le centre de commandement de l'opération. Les travaux de construction des bâtiments étaient terminés trois mois plus tard. Le nouveau Infiltration Surveillance Center (ISC) était situé à Nakhon Phanom, en Thaïlande, 14 km à l'ouest de Nakhon Phanom city sur les rives du fleuve Mékong. Le premier commandant de l'unité était le général de brigade William P. McBride, de l'US Air Force, dont le supérieur était le commandant adjoint du Seventh/Thirteenth Air Force de Udon Thani en Thaïlande. Depuis sa création, l'ISC (et les opérations qu'il dirigea) était connu sous le nom de Task Force Alpha.
Le 8 septembre 1967, la partie électronique de Dyemarker fut divisée, et la branche aérienne de capteurs, fut appelée Muscle Shoals. Le 1er juin 1968, la partie aérienne fut renommée Igloo White. Ce nom devint par la suite le nom le plus associé au programme, bien que différents composants reçurent un certain nombre de noms de code séparés. Toutes les ressources de Dyemarker/Muscle Shoals furent renommées Duck Blind en avril 1968, et en juin de la même année Muscle Shoals devint purement et simplement Duel Blade. En octobre 1968 Duck Blind était renommé en Duffel Bag.
Au milieu de l'année 1968, le concept de barrière physique fut mis de côté lorsque les Nord-Vietnamiens capturèrent le camp des forces spéciales de Lang Vei et firent le siège de Khe Sanh. La notion de barrière fut restreinte à un programme aérien de barrage électronique à base de capteurs, qui devait être mené au Laos.

## Capteurs et armes
Le programme de recherche et de développement du Defense Communications Planning Group avait créé un système technologique de pointe. Muscle Shoals se présentait en trois parties indépendantes. La première étant constituée de capteurs acoustiques et sismiques largués par voie aérienne. Les capteurs camouflés devaient être largués par série à des points géographiques prédéterminés le long du réseau logistique de l'APVN. Une fois en place, ils devaient servir de déclencheur, dès qu'un mouvement ou une activité était détecté par le système.
Les premiers capteurs utilisés par le programme étaient des modèles Air-Delivered Seismic Intrusion Detector (ADSID), qui avaient été développés à partir de dispositifs alors utilisés pour la cartographie géologique de l'industrie pétrolière. L'appareil pouvait ressentir des mouvements verticaux de la terre grâce à l'utilisation d'un géophone et pouvait déterminer si un homme ou un véhicule était en mouvement, à une distance respective, de 30 et 100 mètres. Les premiers capteurs acoustiques furent développés par l'US Navy avec le projet de bouées acoustiques destiné à la guerre anti-sous-marine Jezebel, qui enregistraient et traitaient les sons par l'utilisation d'un analyseur de spectre audio. Le premier modèle de détecteur sismique (Phase I) surpassait ces systèmes acoustiques contemporains en qualité et quantité d'information qu'il traitait. Les modèles de capteurs acoustiques et sismiques Phase I étaient seulement disponibles pour un fonctionnement en mode continu, ce qui signifiait que dans des conditions normales leurs batteries au lithium pouvaient fonctionner environ 30 jours.

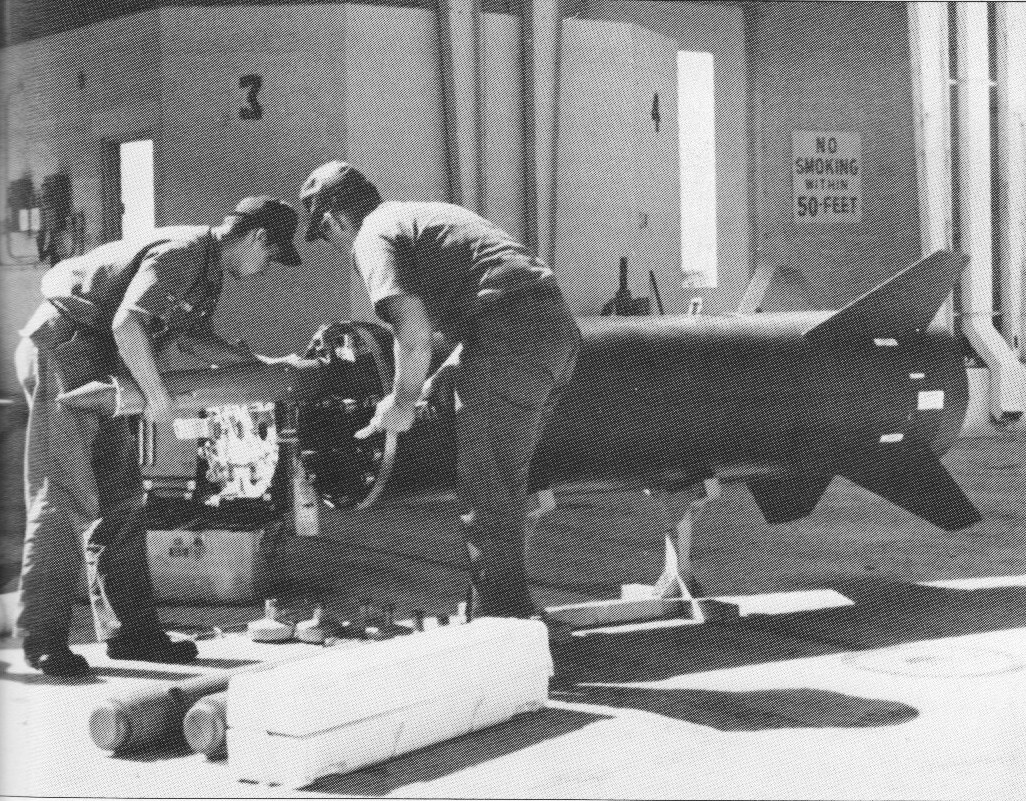
Techniciens de l'US Air Force chargeant un conteneur avec des détecteurs sismiques

L' Acoustic Seismic Intrusion Detector (ACOUSID), combinait quant à lui le fonctionnement d'un matériel sismique et acoustique, avec la capacité supplémentaire d'enregistrer et transmettre le son à partir d'un microphone incorporé. L'ACOUSID avait trois modes de détection possibles : en mode C, un détecteur à spectre en ligne déterminait la présence de véhicules ennemis à une portée maximale d'un kilomètre ; le mode I était activé par les sons captés par son micro interne et pouvait détecter une présence à une distance de 400 mètres ; et le mode B combinait à la fois les deux modes précédents et fonctionnait en plus dans un mode continu temps réel, de 40 activations par heure, avec une autonomie de 30 jours.
Les capteurs envoyaient leurs données par ondes radio via des canaux émettant entre 162,5 à 133,5 mégahertz (MHz) dans la bande des très hautes fréquences (VHF). Trente-et-un canaux étaient assignés à chaque type de capteur avec 375 kilohertz (kHz) de séparation entre chaque canal. Tous les canaux contenaient 27 codes d'identification ou adresses, qui pouvaient être saisis avant la mise en place des capteurs. Ainsi, un total de 837 capteurs individuels (27 x 31) pouvaient être déployés à n'importe quel moment dans une zone unique d'opération, sans répétition du signal.
Le déploiement de mines bouton et de systèmes de mines anti-personnel devint partie intégrante de l'opération. D'autres armes furent spécifiquement mises au point ou associées à la campagne. On y trouvait notamment les mines parachutables BLU-31/B et Mk 36, les systèmes de mines terrestres BLU-43/B et BLU-44/B (Dragontooth), la bombe explosive à carburant BLU-72/B (Pave Pat), et la bombe chimique BLU-52/A (remplie de poudre CS en vrac). Les opérations anti-véhicule en soutien à Muscle Shoals/Igloo White étaient appelées Mud River, tandis que les opérations anti-personnels recevaient le nom de code de Dump Truck.
Le personnel de l'APVN se déplaçant à pied via le système de pistes, était détecté par l'explosion des différentes mines, qui activaient le capteur. Les missions d'évaluation des dommages causés par les bombes ainsi que la mise en place manuelle de capteurs et de mines en soutien à Muscle Shoals étaient réalisées par les équipes de reconnaissance du secret Military Assistance Command, Vietnam Studies and Observations Group (SOG). Un certain nombre d'unités placées manuellement furent fabriquées dans ce but, y compris les MICROSID et MINISID, ainsi qu'un dispositif conçu pour fonctionner avec l'un ou l'autre, appelé MAGID (un capteur magnétique conçu pour être déclenché par une masse de métal aussi petite qu'un fusil d'infanterie).

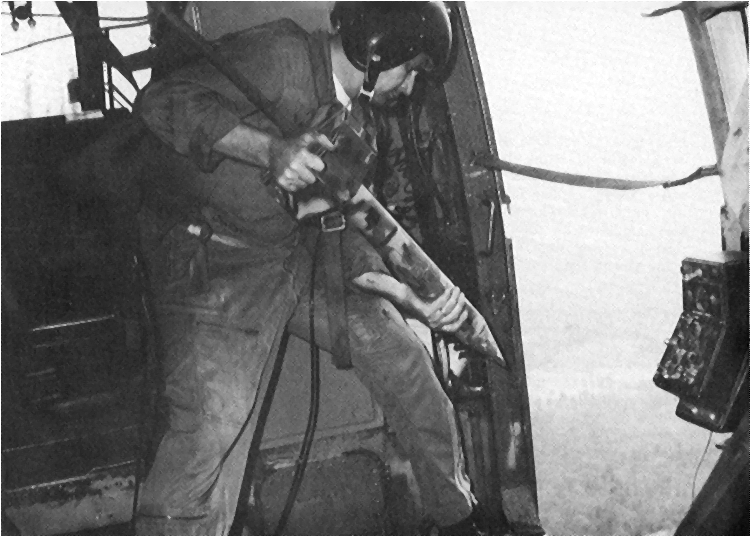
Largage par gravité de capteurs pendant la bataille de Khe Sanh en 1967

Les capteurs étaient conçus pour être largués par voie aérienne de deux façons différentes. La première consistait à parachuter le capteur, qui finissait par atterrir dans les arbres et se fondait parmi le feuillage. La seconde méthode se faisait simplement par gravité, cette dernière enfonçant alors l'appareil en forme de pointe dans le sol, enfouissant tout sauf les antennes, qui étaient conçues pour ressembler à des mauvaises herbes. Étonnamment, environ 80 pour cent des capteurs largués par ces méthodes furent retrouvés en état de marche après leur atterrissage.
La deuxième phase du développement des capteurs améliorait les anciens modèles en fournissant un fonctionnement non continu, tel que prescrit par l'ISC. Ils avaient en outre la possibilité d'effectuer trois types de rapports différents : soit remonter les informations actuelles (transmissions de bruits ou de vibrations du sol) ; soit garder le silence, mais compter les impulsions et répondre lorsqu'ils étaient interrogés ; soit rester en fonctionnement continu, comme les modèles Phase I. Leurs batteries leur fournissaient la possibilité de fonctionner pendant environ 15 jours de plus que les modèles de Phase I (soit 45 jours).
À la fin de l'année 1969, les capteurs de Phase IV commençaient à être déployés sur le théâtre des opérations. Ils avaient un plus grand nombre de canaux de communication disponible, qui permettaient de couvrir une zone de capteurs plus grande sans crainte d'interférences de signaux. En 1971-1972 un nouveau capteur avec micro commandable (COMMMIKE III) ainsi qu'un autre avec un détecteur de démarrage de véhicule (EDET III, qui pouvait détecter les systèmes d'allumage de moteurs à essence non blindés) furent introduits. Les capteurs n'étaient pas bon marché. En dollars courants de 1972 l'ADSID coûtait 619 $, l'ACOUSID 1 452 $ et le détecteur de moteurs 2 997 $. Pendant la durée de l'opération, environ 20 000 capteurs furent déployés au Laos.

## Les magiciens du flipper

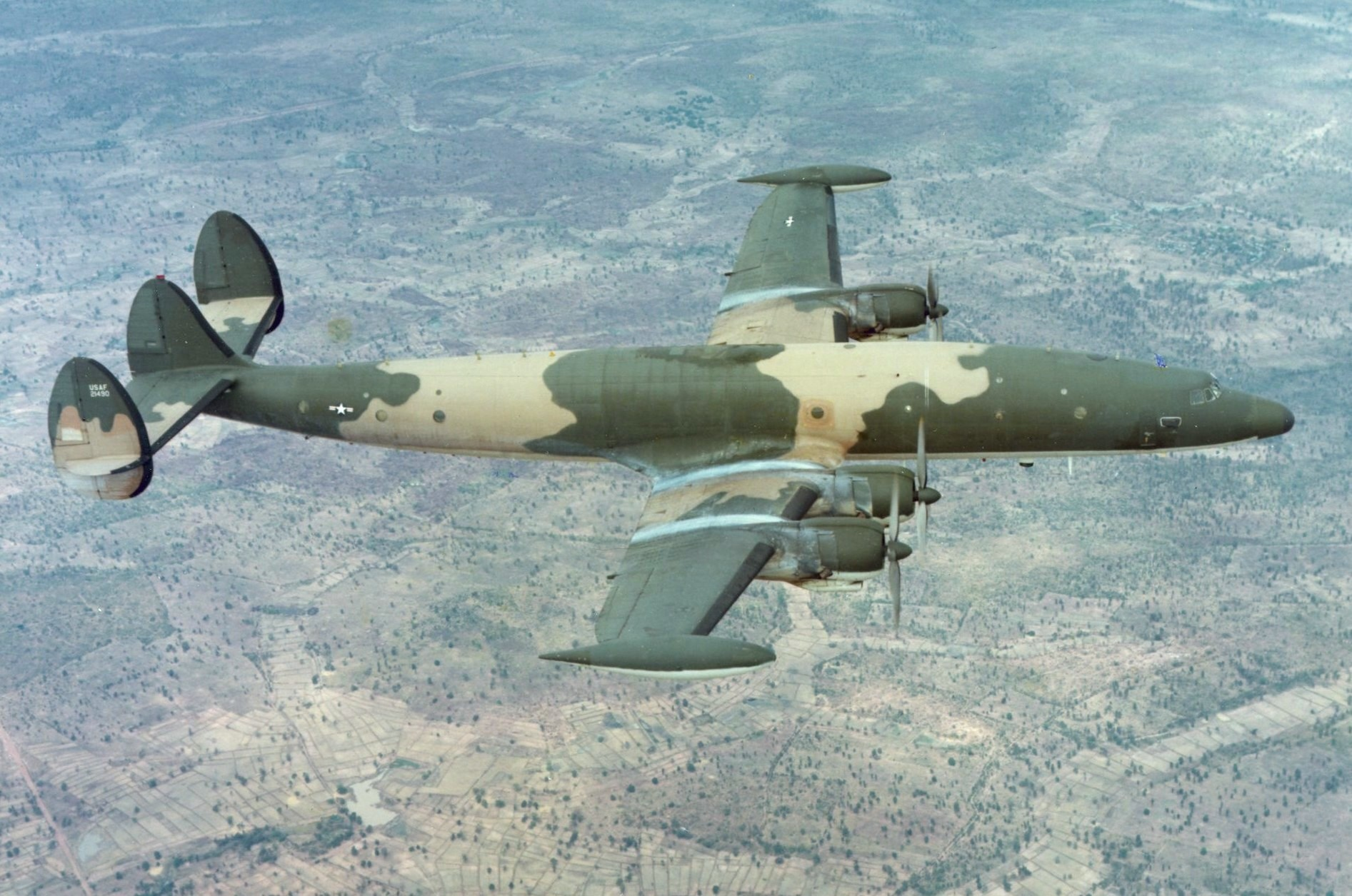
Un EC-121R Batcat en vol au-dessus de l'Asie du Sud-Est en janvier 1969

Les transmetteurs des capteurs devaient relayer leurs données au second élément du système, un avion orbiteur EC-121R du 553e Reconnaissance Wing de l'US Air Force basé à la Korat Royal Thai Air Force Base. Le EC-121 envoyait les informations collectées à Nakhon Phanom. Au sein de la Task Force Alpha, le dernier élément de la chaîne, les données des renseignements (provenant de différentes sources, pas seulement des capteurs) étaient alors entrées, rassemblées, récupérées et stockées sur deux ordinateurs IBM 360/40 (plus tard deux 360/65). Les techniciens du centre contrôlaient le système sur différents écrans qui étaient connectés aux ordinateurs.
Les analystes de ce centre de 19 000 m2, étaient concentrés sur des sujets ésotériques comme la prédiction de trajets, les intervalles de retard, les itinéraires utilisés et les goulets d'étranglement. L'ordinateur analysait les données des capteurs et compilait les informations des renseignements puis faisait ensuite des prédictions sur le lieu et l'heure auxquels un convoi de camions de l'APVN pouvait se trouver. Selon l'auteur John Prados, le système fonctionnait « exactement comme un flipper... en vérité, les spécialistes du champ de bataille électronique étaient devenus des magiciens du flipper ».
L'efficacité du système était déterminée, non pas par la durée de fonctionnement des capteurs sur le terrain, mais par la pertinence de la couverture d'une chaîne de capteurs donnée. Par exemple, une chaîne bien placée avec plusieurs capteurs défectueux était plus efficace qu'une chaîne opérationnelle placée au mauvais endroit. L'exploitation des données électroniques récoltées était toutefois possible grâce aux compétences des analystes et opérateurs humains de l'ISC. L'activation d'un capteur au moment opportun dépendait d'une étude soigneuse du positionnement des dispositifs ainsi que des modèles de comportement de la logistique de l'APVN.

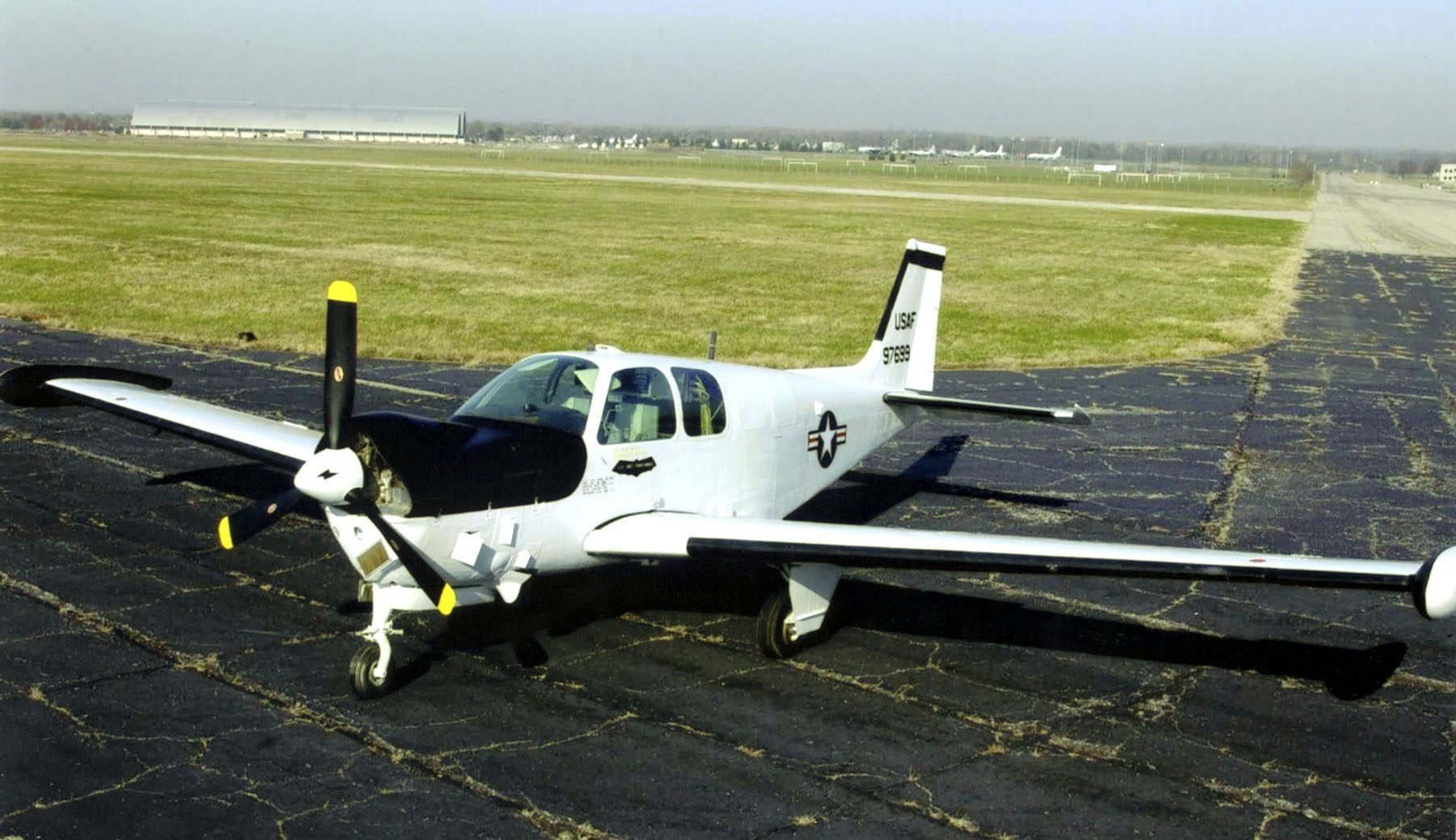
Un avion QU-22B Pave Eagle

Les capteurs étaient largués sur zone par des OP-2 Neptunes du VO-67 ou par des hélicoptères de l'US Air Force, tous basés à Nakhon Phanom. Après la recrudescence des défenses d'artillerie anti-aérienne de l'APVN au sud-est du Laos, les « livraisons » dans les zones à haut risque du système des pistes, furent effectuées par des chasseurs-bombardiers F-4 Phantom II de l'US Air Force qui étaient spécialement équipés pour les missions.
Les avions de combat américains étaient dirigés sur les zones cibles planifiées grâce à différents moyens. Le premier consistait pour l'ISC à relayer les informations vers un centre de contrôle et de commandement du champ de bataille aérien (airborne battlefield command and control center, ABCCC), qui guidait ensuite les bombardiers sur un avion de contrôle aérien avancé (forward air control aircraft, FAC). Le FAC guidait alors la frappe sur la cible. Lors de conditions météo défavorables ou bien la nuit, les avions pouvaient toujours attaquer les pistes en utilisant soit le MSQ-77 Combat Skyspot (un système de guidage radar) ou le LORAN (un système de navigation par guidage radio).
Comme le programme (et les défenses aériennes de l'APVN) évoluaient, l'avion relais fit de même. Les EC-121R et leurs équipages furent jugés trop vulnérables et en partie remplacés en 1969 et 1970 par des QU-22B (des Beech A-36 Bonanzas modifiés), qui étaient conçus pour être pilotés à distance. L'avion souffrait cependant de problèmes mécaniques et ne fut jamais envoyé en mission opérationnelle sans pilote. Il fut remplacé par des modèles C-130B en décembre 1971.

## Opérations au Laos
Le 25 novembre 1967, Muscle Shoals commençait à subir des tests de terrain et d'évaluation au sud-est du Laos. Ce processus fut stoppé par la bataille de Khe Sanh, lorsque trois divisions de l'APVN encerclèrent l'avant-poste des Marines dans l'ouest de la province de Quảng Trị adjacente au Laos. Le commandant américain au Viêt Nam, le général William Westmoreland, ordonna à la Task Force Alpha d'appuyer l'effort aérien pour défendre la base (Opération Niagara). Le 22 janvier, les premiers capteurs furent largués autour de Khe Sanh, en tout 316 répartis en 44 chaînes, par l'escadre VO-67 de l'US Navy.

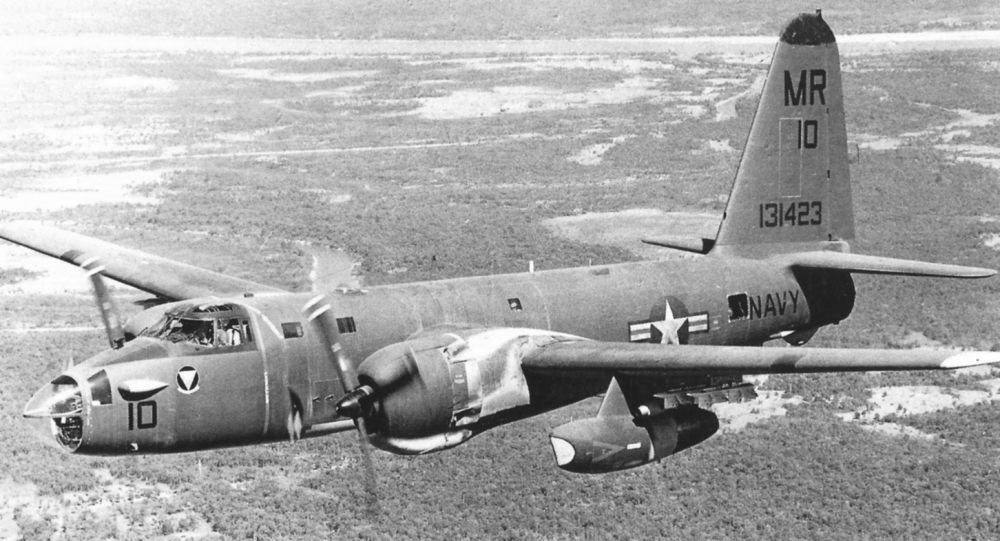
L'OP-2E Neptune du VO-67, une variante d'un avion bombardier de patrouille maritime et de lutte anti-sous-marine, spécialement développé pour la mission Muscle Shoals.

Bien que le Marine Direct Air Support Center était d'abord réticent à faire confiance aux capteurs (qui en fait remplaçaient les patrouilles au sol), il fut rapidement convaincu de leur utilité. Les Marines estimaient que 40 pour cent des renseignements disponibles au centre de coordination d'appui-feu de Khe Sahn, provenaient des capteurs. Le général Westmoreland était excité à l'idée de la contribution de la Task Force Alpha à la victoire de Khe Sanh. Il fut en effet un des seuls officiers militaires de haut rang à avoir soutenu l'idée de barrière depuis le début.
Avec la fin des opérations aériennes autour de Khe Sanh et la fermeture de la base des Marines, l'objectif d' Igloo White (telle que l'opération fut renommée en juin) se concentra une fois de plus sur le Laos. Le 15 novembre 1968, la Seventh/Thirteenth Air Force inaugurait l'opération Commando Hunt, une série continue d'opérations de harcèlement contre la piste Hô Chi Minh, qui allait continuer jusqu'à la fin de la participation américaine au conflit. Durant les quatre années suivantes, Igloo White et Commando Hunt allaient être interconnectées dans l'effort anti-infiltration.
Avec l'arrivée des opérations Igloo White/Commando Hunt, l'effort de harcèlement aérien entra dans une nouvelle phase. La reconnaissance armée (des patrouilles sur des portions connues de la piste par des avions recherchant des cibles ou des opportunités) céda la place à des frappes dirigées par le système de capteurs. Cela ne veut pas dire que la Task Force Alpha avait le contrôle opérationnel des avions qui effectuaient les missions. La Seventh Air Force ne souhaitait pas rendre la gestion unique du contrôle aérien qu'elle avait eu tant de mal à obtenir. La Task Force Alpha appuyait la Seventh Air Force en récoltant, analysant et diffusant les renseignements. Ces renseignements étaient transmis depuis Nakhon Phanom au quartier-général de la Seventh Air Force à la Ton Son Nhut Air Base, d'où partaient les ordres de frappes. Les ABCCC étaient aussi sous le contrôle de la Seventh Air Force et non de la Task Force Alpha.
La seule exception à cette disposition fut l'opération temps réel Commando Bolt, fondée sur la technique LORAN qui utilisait les zones de capteurs provenant de sites de cibles connus. Ces missions étaient coordonnées par le centre de contrôle Sycamore de la Task Force Alpha, contre des objectifs qui étaient détectés par les modules (quatre chaînes de trois ou six capteurs chacune). Les contrôleurs aériens de Sycamore communiquaient alors le bon cap, l'altitude, ainsi que la vitesse nécessaire afin que les avions de combat puissent larguer leurs explosifs à l'endroit indiqué.
Il y eut quelques problèmes au début avec le système. Pendant l'opération Commando Hunt I, par exemple, il y avait tellement d'avions entassés dans l'espace aérien au sud-est du Laos que les contrôleurs aériens et les FAC ne pouvaient les suivre. Les pilotes, dont beaucoup étaient des vétérans de l'opération Rolling Thunder, avaient tendance à arriver sur zone par vagues importantes au lieu d'espacer leurs arrivées dans le temps. Une erreur technique, cependant, aurait d'énormes conséquences sur le programme tout entier. Le système anti-personnel, qui était fondé sur la dispersion de mines Gravel sur une large zone (leur explosion activant les capteurs acoustiques) était un échec complet. Les mines se détérioraient trop rapidement à cause de la chaleur et de l'humidité au Laos, ce qui compromettait le système.
La réponse nord-vietnamienne à la menace créée par les capteurs fut directe. Si les troupes de l'APVN pouvaient détecter l'emplacement d'un capteur, elles commençaient immédiatement à rechercher les autres pour les détruire. Une autre solution était tout simplement de les éviter. La dernière idée parmi les mesures anti-capteurs avait été d'essayer de les tromper. La principale protection des capteurs s'avéra être le feuillage dense qui couvrait la majorité du système logistique, retournant la protection de l'ennemi contre lui-même. Sans doute, les troupes de l'APVN mettaient à mal l'efficacité de beaucoup de capteurs, mais il en fut tellement largué pendant une longue période que la plupart survécurent.

## Les opérations au Sud-Viêt Nam
Alors que le programme de barrière électronique au Laos devenait la partie la plus visible du programme anti-infiltration, le projet de barrière physique au Sud Viêt Nam était largement mis de côté depuis 1968, au profit des opérations mobiles. Le SPOS décrit dans le plan original de Dyemarker, prévoyait un mur de défense virtuel s'étirant du sud de la mer de Chine jusqu'aux montagnes de Dông Hà. Le dispositif serait alors constitué d'une clôture, faite d'une double rangée de barrières en acier et de fil de fer barbelé, d'un champ de mine anti-personnel, d'un système passif de détection par capteurs, puis d'une seconde double rangée de barrières en acier et de fil de fer barbelé, fournissant un obstacle physique aux infiltrations ennemies. Des postes et des tours d'observations devaient être placés le long de la barrière, et six points fortifiés spécialement conçus devaient être construits, avec des bases pour les bataillons associés. Une force combinée d'un seul régiment du corps des Marines et d'un seul régiment de l'ARVN devait tenir ces positions.
Le 3rd Naval Construction Battalion conçut les bunkers de logement et de combat le long du tracé, les présentant pour des tests et des évaluations en 1968, tant aux États-Unis qu'au Viêt Nam. Le 28 janvier 1968, le COMUSMACV communiqua ses propres ordres pour la planification de la création du régiment Dyemarker de l'ARVN. Le COMUSMACV envisageait un régiment composé de 5 bataillons de 4 compagnies chacun plus un escadron de cavalerie blindée. Le 30 janvier, le COMUSMACV informa le commandement de la III MAF de leur proposition d'augmenter les effectifs de l'ARVN gardant la barrière. Le 2e régiment de la 1re division d'infanterie de l'ARVN, fut ainsi affecté à la surveillance de la barrière.
Le 29 octobre 1968, les travaux sur la barrière physique SPOS, renommée entre-temps Duel Blade, furent arrêtés, à la suite de la directive 10-67 du MACV, citant des changements dans l'attitude globale des forces, aussi bien amies qu'ennemies. La barrière physique sera remplacée par une révision du plan de résistance active Duel Blade, utilisant des frappes aériennes, des bombardements d'artillerie et navals, ainsi que des forces de réaction mobiles. Les sites de bases déjà construits ou en cours de construction furent utilisés comme bases d'appui dans la version révisée des opérations.

## Autres applications
Bien que la mission prioritaire d'Igloo White était de surveiller le trafic le long de la piste Hô Chi Minh, la mission du DCPG fut élargie pour intégrer les capteurs en vue d'« applications tactiques de longue portée », aussi bien que dans un but de « système tactique au sol », en 1968. Le système d'appui au sol était envisagé par le commandement sur le terrain comme un outil de défense aux bases d'appui-feu et autres zones sécurisées contre des attaques, et fut finalement employé autour de Khe Sanh. Il était aussi annoncé que les patrouilles frontalières américaines testaient les dispositifs de capteurs comme une possible méthode de protection des côtes américaines. Les capteurs furent déployés en juillet 1969 au Sud-Viêt Nam dans le but de lutter contre les équipes posant des pièges et des mines. Au total, 56 capteurs furent détournés de leur but initial à des fins de test, avec comme résultat, une baisse de 50 % des pertes en véhicules le premier mois.

## Conclusion
L'objectif annoncé des campagnes aériennes était de forcer Hanoï à payer un prix du sang trop élevé, afin de rendre les objectifs de soutien au Sud-Vietnam impossible à tenir. Sur ce point-là, les États-Unis ratèrent leur objectif. Non seulement l'APVN et le Front national de libération du peuple khmer [FLN] furent capables de poursuivre leur effort de guerre, mais ils réussirent aussi à mener, sous un déluge d'artillerie, deux offensives majeures (l'offensive du Tết en 1968 et l'offensive Nguyen Hue, cette dernière étant plus connue en Occident sous le nom d'Offensive de Pâques en 1972) et une contre-offensive (contre l'opération Lam Son 719 en 1971). La raison principale de l'échec de la stratégie américaine venait du fait que les campagnes anti-infiltration visaient les fournitures et les moyens de transport au lieu de la main-d'œuvre. Le prix en pertes humaines pour l'APVN/NLF était élevé, mais c'était un prix qu'Hanoï était prêt et en mesure de payer.
Une des principales critiques formulées contre le système fut son incapacité à détecter la préparation de l'offensive Nguyen Hue en 1972. Elle émettait des doutes non seulement sur la fiabilité des capteurs, mais sur l'adéquation du système tout entier. Le commandement de la Pacific Air Force avait alors lancé une enquête sur l'échec apparent et déclaré « nos estimations étaient erronées ». Le rapport poursuivait en déclarant, toutefois, que l'erreur n'était pas due à la défaillance des capteurs eux-mêmes, mais au fait que l'Air Force tenait pour acquis que la piste était suffisamment surveillée.
Les campagnes de bombardement étaient elles aussi onéreuses. Igloo White coûtait environ un milliard de dollars par année en frais de fonctionnement. Le coût des opérations de bombardement se chiffrait à environ 18,3 millions de dollars par semaine. Ces coûts n'incluaient pas les centaines d'avions perdus durant les campagnes aériennes ou les inestimables équipages qui les pilotaient.
Les spécialistes d'aujourd'hui restent divisés sur les mérites du système de barrière électronique et l'efficacité des campagnes de bombardement qui furent mises en place. Les annonces de destructions faites par l'US Air Force, à la fois pendant et après le conflit, furent à l'origine considérées comme correctes. La seule exception à cette règle provenait de la CIA, qui réduisait à l'époque les annonces de l'Air Force de 75 %. C'était compréhensible en raison du fait que les Vietnamiens étaient plutôt silencieux à ce sujet durant les années 1970 et 1980.
Dans les années 1990, de nouvelles recherches historiques — plus particulièrement celles des historiens de l'Air Force Earl Tilford, Bernard Nalty et Jacob Van Staaveren — et les publications de l'Institut Militaire du Vietnam présentèrent finalement de nouvelles perspectives vis-à-vis des campagnes de répression aérienne menées pendant le conflit au Vietnam. Durant Commando Hunt par exemple, l'Air Force annonça que 46 000 camions de l'APVN furent détruits ou endommagés par les frappes aériennes au Laos. Ces chiffres étaient difficiles à concilier avec les 6 000 camions importés annuellement au Nord-Vietnam entre 1965 et 1970 - pour toutes ses opérations. Les Américains prétendent que 80 % du matériel qui empruntait la piste était détruit en chemin avant d'atteindre les champs de bataille du Sud, à comparer aux 15 % de pertes reconnus par les Vietnamiens.
Thomas C. Thayer, responsable de l'Agence des Projets de Recherches Avancées durant quatre ans pendant le conflit, croyait que seul un vingtième des cargaisons importées au Nord transitait par la Piste Hô Chi Minh et que plus des deux-tiers atteignaient finalement les champs de bataille au Sud. Cependant plus récemment, une nouvelle étude de l'historien Eduard Mark a tenté de réhabiliter les premières affirmations de l'Air Force en trouvant une corrélation grossière entre les camions importés au Nord-Vietnam pendant le conflit et ceux annoncés comme détruits par les pilotes américains. Seule l'ouverture des archives vietnamiennes aux chercheurs pourra révéler la réelle efficacité (ou l'absence d'efficacité) de l'effort électronique et aérien américain.